# Dorota Waszczuk
Dorota Waszczuk (ur. 14 października 1964) – polska lekkoatletka, specjalizująca się w pchnięciu kulą, halowa mistrzyni Polski.

## Kariera sportowa
Była zawodniczką Budowlanych Kielce i AZS Wrocław.
Na mistrzostwach Polski seniorek na otwartym stadionie zdobyła jeden medal w pchnięciu kulą – srebrny w 1984. W halowych mistrzostwach Polski seniorek zdobyła dwa medale w pchnięciu kulą: złoty w 1986 i srebrny w 1985.
Rekord życiowy w pchnięciu kulą: 16,21 (17.08.1985), w rzucie dyskiem: 51,88 (19.07.1984).